# سیارک ۱۸۶۸۹
سیارک ۱۸۶۸۹ (به انگلیسی: 18689 Rodrick، نامگذاری:1998FR124) هجده هزار و ششصد و هشتاد و نهمین سیارک کشف شده‌است که در ۲۴ مارس ۱۹۹۸ کشف شد.
قدر مطلق سیارک برابر ۱۹.۵ است.